# Кадина
Кадина — крупнейший город на полуострове Йорк в Австралии. Относится к Южной Австралии, расположен в 144 км от Аделаиды.

## Общие сведения
Город делится на следующие тауншипы (районы): Jericho, Jerusalem, Matta Flat, New Town, Wallaroo Mines, центр Кадины.
Из Кадины вещает радио Gulf FM.

## История
В 1859—1938 в районе Кадины добывалась медь. В 1875 году в городе проживало 20 000 человек. До 1989 действовала железная дорога в соседний порт, первоначально на конной тяге.

## Экономика
Развита туристическая отрасль, эксплуатирующая «медное» прошлое города, сохранившиеся в окрестностях площади Виктории исторические здания и корнуэльское культурное наследие. Последнее связано с тем, что шахтёры из Корнуолла (Англия) активно эмигрировали в Австралию в XIX веке и работали на местных шахтах, в том числе в Кадине. Существует музей, раз в несколько лет в мае проводится корнуолльский фестиваль Kernewek Lowender.
В окрестностях Кадины развито растениеводство. Выращиваются ячмень, пшеница, бобовые и иные культуры.